# Pierre Quinon
Pierre Quinon (Lyon, 20 de febrero de 1962 - Hyères, 17 de agosto de 2011) fue un atleta francés, especializado en la prueba de salto con pértiga en la que llegó a ser campeón olímpico en 1984.

## Carrera deportiva
En los JJ. OO. de Los Ángeles 1984 ganó la medalla de oro en el salto con pértiga, con un salto por encima de 5.75 metros, quedando en el podio por delante de los estadounidenses Mike Tully (plata) y Earl Bell, y su compatriota francés Thierry Vigneron (también bronce).

## Legado
El estadio de atletismo en pista cubierta de la ciudad de Nantes fue nombrado en su honor el 24 de junio de 2013. Actualmente es conocido como «estadio metropolitano Pierre-Quinon».